# Paločka
Paločka (Ӏ) je písmeno cyrilice. Je používáno v kavkazských jazycích. Nezachycuje žádnou hlásku, ale zachycuje modifikaci výslovnosti hlásky zachycené předcházejícím písmenem. V tomto smyslu se chová spíše jako diakritické znaménko. Ve většině případů označuje hlásku s přídechem, v některých jazycích (např. adygejština, kabardština) označuje ráz.
Do Unicode bylo písmeno zařazeno nejprve jako znak, který nerozlišuje majuskuli a minuskuli, samostatná minuskulní verze písmena (která ale vypadá stejně jako majuskulní) byla přidána v Unicode 5.0.